# Denis Brunazzi
Denis Brunazzi (Castelnovo di Sotto, 27 novembre 1937) è un ex calciatore italiano, di ruolo terzino destro.

## Carriera
Ha disputato due campionati (1956-1957 e 1958-1959) in Serie A nella Triestina, per complessive 47 presenze in massima serie.
Militò anche (nella stagione 1957-1958) nell'Inter, non riuscendo a giocare alcuna partita di campionato.
Ha inoltre disputato il campionato di Serie B 1959-1960 nelle file della Reggiana, per 19 presenze complessive.

## Palmarès

### Giocatore

#### Competizioni nazionali
- IV Serie: 1

Reggiana: 1955-1956